# Daniel Hudson
Daniel Claiborne Hudson (ur. 9 marca 1987) – amerykański baseballista, który występuje na pozycji miotacza w Toronto Blue Jays.

## Przebieg kariery
Hudson studiował na Old Dominion University, gdzie w latach 2006–2008 grał w drużynie uniwersyteckiej Old Dominion Monarchs. W 2008 został wybrany w piątej rundzie draftu przez Chicago White Sox i początkowo występował w klubach farmerskich tego zespołu, między innymi w Charlotte Knights, reprezentującym poziom Triple-A. W Major League Baseball zadebiutował 4 września 2009 w meczu przeciwko Boston Red Sox. W lipcu 2010 w ramach wymiany zawodników przeszedł do Arizona Diamondbacks.
W sezonie 2011 przy średniej uderzeń 0,277, slugging percentage 0,369, on-base percentage 0,309 i 12 zaliczonych RBI, otrzymał nagrodę Silver Slugger Award spośród miotaczy.
W grudniu 2016 został zawodnikiem Pittsburgh Pirates. W lutym 2018 w ramach wymiany przeszedł do Tampa Bay Rays, a w kwietniu 2018 podpisał kontrakt z Los Angeles Dodgers. W marcu został zawodnikiem Toronto Blue Jays.

## Nagrody i wyróżnienia
| Nagroda/wyróżnienie  | Lata | Źródło |
| Silver Slugger Award | 2011 | [ 5 ]  |